# Bautista Heguy
Bautista Heguy (* 18. Dezember 1970 in Buenos Aires) ist ein argentinischer Polospieler mit einem Handicap von 9.

## Leben
Bautista "Bauti" Heguy wurde in eine Familie von Polospielern hineingeboren. Bereits sein Großvater Antonio Heguy hat Polo gespielt und war 1932 auch Mitbegründer des Clubs Chapaleufú, des ersten Poloclubs in der argentinischen Pampa. Dessen Söhne, Horacio und Alberto Pedro Heguy, traten in seine Fußstapfen und erreichten Handicap 10. Alberto Pedro nahm insgesamt 28-mal an den Argentine Open teil.
Bautista ist der jüngste Sohn von Horacio Heguy. Seine Brüder sind Horacio (Jun), Gonzalo (†) und Marcos. Diese spielten zusammen im Team Chapaleufú I, auch kurz Chapa Uno genannt, und machten es zum ersten Team, das nur aus Brüdern besteht. Am erfolgreichsten war es in den frühen 1990er Jahren, zwischen 1991 und 1996 hat Chapa Uno nur ein Finale der Argentine Open verloren. Zuletzt gewann Bautista Heguy 2001 die Open. Er erreichte das maximale Handicap von 10, wurde aber inzwischen auf 9 heruntergestuft.
Seit 1988 hat er insgesamt 19-mal in den Argentine Open gespielt, fünfmal gewann er, weitere viermal stand er im Finale. Er hielt lange Zeit den Torrekord der Open mit 531 Toren und wurde erst in jüngerer Vergangenheit von Adolfo Cambiaso übertrumpft.
Außerdem siegte er sechsmal in den Hurlingham Open und dreimal in den Tortugas Open. Außerhalb Argentiniens war er u. a. beim Queen’s Cup (Großbritannien), beim USPA Gold Cup (USA) und beim Gold Cup Deauville (Frankreich) erfolgreich. Für seine Leistungen im Polosport erhielt er mehrfach die Olimpia de Plata, eine Auszeichnung für argentinische Sportler.
Außer für Indios Chapaleufu hat er für die Teams Geebung, Azzurra und Black Watch gespielt. Er spielte u. a. in Frankreich, England und den USA.
Er ist nicht verheiratet und neben dem Polosport auch als Pferdezüchter tätig.